# Swiftcurrent Lake
Swiftcurrent Lake – jedno z większych jezior na terenie Parku Narodowego Glacier, w stanie Montana w hrabstwie Glacier. 
Jezioro powstało na skutek działalności ustępującego lodowca, który utworzył Swiftcurrent Valley. Jezioro leży na wschód od wododziału kontynentalnego przechodzącego przez najwyższą część parku. 

## Turystyka
Jezioro Swiftcurrent spośród innych jezior w Glacier National Park wyróżnia się tym że ma bardzo rekreacyjny charakter. Organizowane są przejażdżki łodzią po jeziorze, które zabierają setki, czasem tysiące turystów dziennie. Zwykle oprócz przejażdżki po Swiftcurrent Lake odbywa się także podróż do sąsiedniego jeziora Josephine. W pobliżu położonego na południowym brzegu hotelu Many Glacier Hotel, zlokalizowane są wypożyczanie kajaków i łodzi wiosłowych. Ponadto to wyjątkowo czyste jezioro chętnie odwiedzane jest przez wędkarzy.
Nad jeziorem swój początek ma wiele szlaków turystycznych. Jednym z bardziej popularnych jest 6,6 milowy Swiftcurrent pass trail wiodący na przełęcz Swiftcurrent położoną na grzbiecie głównym parku.